# Гартлі Соєр
Гартлі Сойєр (англ. Hartley Sawyer, нар. 25 січня 1985, Гошен, Нью-Йорк, США) — американський актор. Він відомий своїми ролями Кайла Еббота в денній мильній опері CBS «Молоді та невгамовні» та Ральфа Дібні в телесеріалі «Флеш».

## Кар'єра
У березні 2013 року Сойєр отримав роль Кайла Еббота в денній мильній опері CBS «Молоді та Зухвалі». Він дебютував 24 квітня 2013 року. У грудні того ж року було оголошено, що він покине цю роль; він в останнє з'явився в серіалі 27 січня наступного року. У 2014 році він знявся в трилері «Утриманий чоловік». У 2015 році Сойєр був ведучим і співавтором сценарію документального серіалу «Сміливі лідери» і знявся в драмі «SPiN» на Уолл-стріт.
У липні 2017 року Сойєра взяли на роль Ральфа Дібні в супергеройській драмі CW «Флеш» приватного детектива, здатного розтягнути своє тіло до будь-якої форми. Персонаж вперше з'являється в четвертому епізоді четвертого сезону під назвою « Довга подорож у ніч», яка вперше вийшла в ефір того ж жовтня. У червні наступного року його підвищили до регулярного складу.

### Суперечки та професійні наслідки
У травні 2020 року кілька ймовірно расистських і женоненависницьких повідомлень у Twitter, зроблених Сойєром у період з 2009 по 2014 рік, знову з’явилися після того, як він висловився про рух Black Lives Matter. Сойєр вибачився у своєму обліковому записі Instagram 30 травня після того, як твіти знову з’явилися, сказавши: «Мої слова, незважаючи на те, що вони були висловлені з наміром гумору, були образливими та неприйнятними. Мені соромно, що я був здатний на ці жахливі спроби привернути увагу в той час, я глибоко про це шкодую». Незабаром після цього Сойєр видалив свій акаунт у Twitter.
Через тиждень Сойєра було звільнено зі своєї ролі в «Флеш«, а Warner Bros. і The CW опублікували заяву: «Ми не терпимо принизливих зауважень, спрямованих проти будь-якої раси, етнічного походження, національного походження, статі чи сексуальної орієнтації». Виконавчий продюсер серіалу, Ерік Воллес, і зірки серіалу, Грант Гастін і Даніель Ніколет, висловили занепокоєння діями Сойєра, а Воллес зобов'язався змінити робоче середовище в шоу. З тих пір Сойєр більше не з'являвся на екранах та на публіці.

## Фільмографія
| Рік       |    | Українська назва                           | Оригінальна назва                     | Роль           |
| --------- | -- | ------------------------------------------ | ------------------------------------- | -------------- |
| 2006      | ф  | Четверг                                    | Thursday                              | Ендрю Керлінг  |
| 2006      | кф | Гізор і Горм                               | Gizor & Gorm                          | Гізор          |
| 2008      | кф | Кілліан                                    | Killian                               | Донован        |
| 2008—2009 | с  | Я не інфікований                           | I Am Not Infected                     | Гартлі         |
| 2010      | кф | Делмер будує машину                        | Delmer Builds a Machine               | Гім            |
| 2010—2011 | с  | Блиск слави                                | Glory Daze                            | Браян Соммерс  |
| 2012      | с  | У стилі Джейн                              | Jane by Design                        | Бред           |
| 2012      | с  | Благочестиві стерви                        | GCB                                   | Боузман Пічем  |
| 2012      | с  | Не вір с*** з помешкання 23                | Don't Trust the B---- in Apartment 23 | Чарльз         |
| 2013      | кф | Спеціальне свято «Той, що біжить по лезу». | The Blade Runner Holiday Special      | Рон Бетту      |
| 2013      | с  | Морська поліція: Лос-Анджелес              | NCIS: Los Angeles                     | Алан Сандерсон |
| 2013—2014 | с  | Молоді та зухвалі                          | The Young and the Restless            | Кайл Еббот     |
| 2014      | кф | Утриманий чоловік                          | Kept Man                              | Браян          |
| 2014      | с  | Передмістя                                 | Suburgatory                           | Янітор         |
| 2015      | кф | Спін                                       | SPiN                                  | Скотт Ангелус  |
| 2015      | с  | Маккартні                                  | The McCarthys                         | Деніел         |
| 2015      | с  | Брудні підлітки                            | Filthy Preppy Teens                   | Натаніель      |
| 2015      | с  | Лора                                       | Laura                                 | Меттью         |
| 2016      | с  | Одинокий до 30                             | Single by 30                          | Скотт          |
| 2017—2020 | с  | Флеш                                       | The Flash                             | Ральф Дібні    |